# 大橋秀夫
大橋秀夫（おおはし ひでお、1939年 - ）は日本の牧師。

## 経歴
1939年東京生まれ、高校生時代に高校生聖書伝道協会の活動を通して回心する。キリスト者学生会の主事になり、1971年から開拓伝道を始める。
1980年教会教育推進会を創立して、分級別教案の出版と普及に従事する。1988年から、チャーチ・エデュケーターズを創立する。教会教育の啓発にあたる。
1991年アメリカフロリダ州のホメスティッド・カレッジ・オブ・バイブルより名誉神学博士を授与される。

## 著書
- 「教会学校の再建」
- 「教会から子どもがいなくなる」
- 「成長する人、しない人」
- 「21世紀を生きる、366のメッセージ」
- 「ヤベツ・悲しみの中の祝福」
- 「いのちの糧」

| スタブアイコン | サブスタブ | この項目は、まだ閲覧者の調べものの参照としては役立たない、人物に関連した書きかけの項目です。この項目を加筆・訂正などしてくださる協力者を求めています（P:人物伝/PJ:人物伝）。 |